# شان اوکیف
شان اوکیف (انگلیسی: Sean O'Keefe؛ زادهٔ ۲۷ ژانویهٔ ۱۹۵۶) یک سیاست‌مدار اهل ایالات متحده آمریکا است. وی بین سال های ۲۰۰۱ تا ۲۰۰۵ میلادی مدیر کل سازمان فضایی ناسا بود.